# Las Juntas de los Ríos
Las Juntas de los Ríos är en ort i Mexiko.   Den ligger i kommunen Atotonilco el Alto och delstaten Jalisco, i den centrala delen av landet, 400 km väster om huvudstaden Mexico City. Las Juntas de los Ríos ligger 1 596 meter över havet och antalet invånare är 132.
Terrängen runt Las Juntas de los Ríos är kuperad. Runt Las Juntas de los Ríos är det ganska tätbefolkat, med 108 invånare per kvadratkilometer. Närmaste större samhälle är Atotonilco el Alto, 1,4 km nordväst om Las Juntas de los Ríos. Trakten runt Las Juntas de los Ríos består till största delen av jordbruksmark.